# 파라과이의 로마 가톨릭 교구 목록
파라과이의 로마 가톨릭 교구는 1개 관구에 11개 교구와 교황직속 군종교구 그리고 준교구인 2개 대목구가 있다

## 교구

### 아순시온 관구
- 아순시온 관구장좌 대교구(Archdiocese of Asunción)
- 벤하민아세발 교구(Diocese of Benjamín Aceval)
- 카쿠페 교구( Diocese of Caacupé)
- 카라페과 교구( Diocese of Carapeguá)
- 시우다드 델 에스테 교구( Diocese of Ciudad del Este)
- 파라과이의 콘셉시온 교구( Diocese of Concepción en Paraguay)
- 코로넬 오비에도 교구( Diocese of Coronel Oviedo)
- 엥카르나시온 교구( Diocese of Encarnación)
- 산주앙바우티스타 데 라스미시온네스( Diocese of San Juan Bautista de las Misiones)
- 산 로렌조 교구( Diocese of San Lorenzo)
- 산 페드로 교구( Diocese of San Pedro)
- 빌라리카 델 에스피리투산토( Diocese of Villarrica del Espíritu Santo)

## 교황직속 관리구
- 파라과이 군종교구( Military Bishopric of Paraguay)
- 챠코파라과요 대목구( Apostolic Vicariate of Chaco Paraguayo)
- 필코마요 대목구( Apostolic Vicariate of Pilcomayo)